# Lumbricillus crassus
Lumbricillus crassus is een ringworm uit de familie van de Enchytraeidae. De wetenschappelijke naam van de soort is voor het eerst geldig gepubliceerd in 1861 door Claparède.